# Coelocorynus baleensis
Coelocorynus baleensis är en skalbaggsart som beskrevs av Di Gennaro 2009. Coelocorynus baleensis ingår i släktet Coelocorynus och familjen Cetoniidae. Inga underarter finns listade i Catalogue of Life.